# Fiebre paratifoidea A
La fiebre paratifoidea A es una enfermedad infecciosa intestinal transmitida por la bacteria Salmonella paratyphi. Es parecida a la fiebre tifoidea, pero menos grave.

## Distribución
La bacteria se puede encontrar en muchas partes del mundo. Es posible infectarse en países desarrollados debido a vendedores ambulantes o inundaciones fuertes que pueden causar una epidemia. Pero la bacteria es más abundante en las zonas no industrializadas ya que el agua esta totalmente contaminada por inundaciones, presencia de aguas residuales y servicios sanitarios deficientes. Suele ocurrir la enfermedad en África, Asia, América del Sur y Central. Donde hay más casos, es en Asia. 

## Causas
La bacteria solo ataca al ser humano, y, por ende, se transmite entre personas debido a la mala higiene. La bacteria llega a los intestinos permaneciendo en ellos, donde empieza a multiplicarse si el sistema inmunológico no puede detener el ataque tan fácilmente. La bacteria se multiplica en la zona mucosa de los intestinos y llega a la sangre para provocar una leve septicemia. En esta primera fase de la infección, la persona comienza a tener fiebre. La bacteria llega posteriormente a la médula ósea, hígado y vías biliares. En la segunda fase, la bacteria ataca el sistema linfático que rodea los intestinos y empiezan los síntomas característico de la enfermedad.

## Síntomas
Los síntomas son muy parecidos a los de la fiebre tifoidea. Pero la enfermedad se presenta de repente, y con síntomas más leves y una duración muy corta. Suele haber mucha fiebre prolongada, dolor de cabeza, dolor abdominal, malestar general, anorexia, tos no productiva (etapa temprana de la enfermedad), bradicardia y hepatoesplenomegalia. En las personas de origen caucásico, suele presentarse una erupción de color rosáceo en el tronco. En los adultos, puede sufrir estreñimiento en vez de diarrea. Entre el 20 y 40 % de las personas suelen sufrir dolor abdominal, escalofríos, sudoración, dolor de cabeza, anorexia, tos, debilidad, dolor de garganta, mareos y los dolores musculares los cuales se presentan muy frecuentemente antes de aparecer la fiebre. También puede haber trastornos mentales, confusión y convulsiones; pero eso es muy raro.

## Tratamiento
Con detección oportuna y un buen diagnóstico, la enfermedad no es letal, gracias al uso de antibióticos y vacunas prescritas por un médico. La azitromicina es muy eficaz contra las bacterias en una dosis de 1 gramo cada 24 horas durante cinco días. Si no hay tratamiento; puede haber perforación intestinal, infecciones en otras partes del cuerpo (osteomielitis, artritis, meningitis) y un choque séptico letal. Los principales tratamientos de control para la fiebre paratifoidea incluyen ciprofloxacino durante diez días, ceftriaxona/cefotaxima durante catorce días, o azitromicina.

## Portadores
La bacteria se encuentra en el ser humano y en mascotas. La bacteria suele quedarse en el cuerpo durante un tiempo o de manera permanente. Las heces suelen transmitir más la enfermedad que la propia orina, a no ser que haya una infección en la vejiga por Schistosoma. La bacteria puede infectar al portador muchas veces y poder provocar una epidemia a partir de él. Las mujeres suelen ser las principales portadoras.

## Prevención
La higiene es la única forma de evitar esta enfermedad, al igual que otras enfermedades (hepatitis, gastroenteriris vírica, cólera). Quienes manipulan alimentos deben lavarse las manos antes de cocinar, pero si padecen la enfermedad, deben abstenerse de las labores en la cocina para evitar una epidemia.

## Control
Si tienen o han tenido la enfermedad, las personas no podrán trabajar en oficios tales como manipulación de alimentos, trabajos relacionados con la sanidad y cuidados de niños, al igual que ocurre con la fiebre tifoidea. A pesar de haberse curado de la enfermedad; la salmonela puede quedarse en el cuerpo de manera permanente. En estos casos, la medicación con azitromicina deberá ser permanente, ya que puede la persona volver enfermarse.